# Inginerie planetară

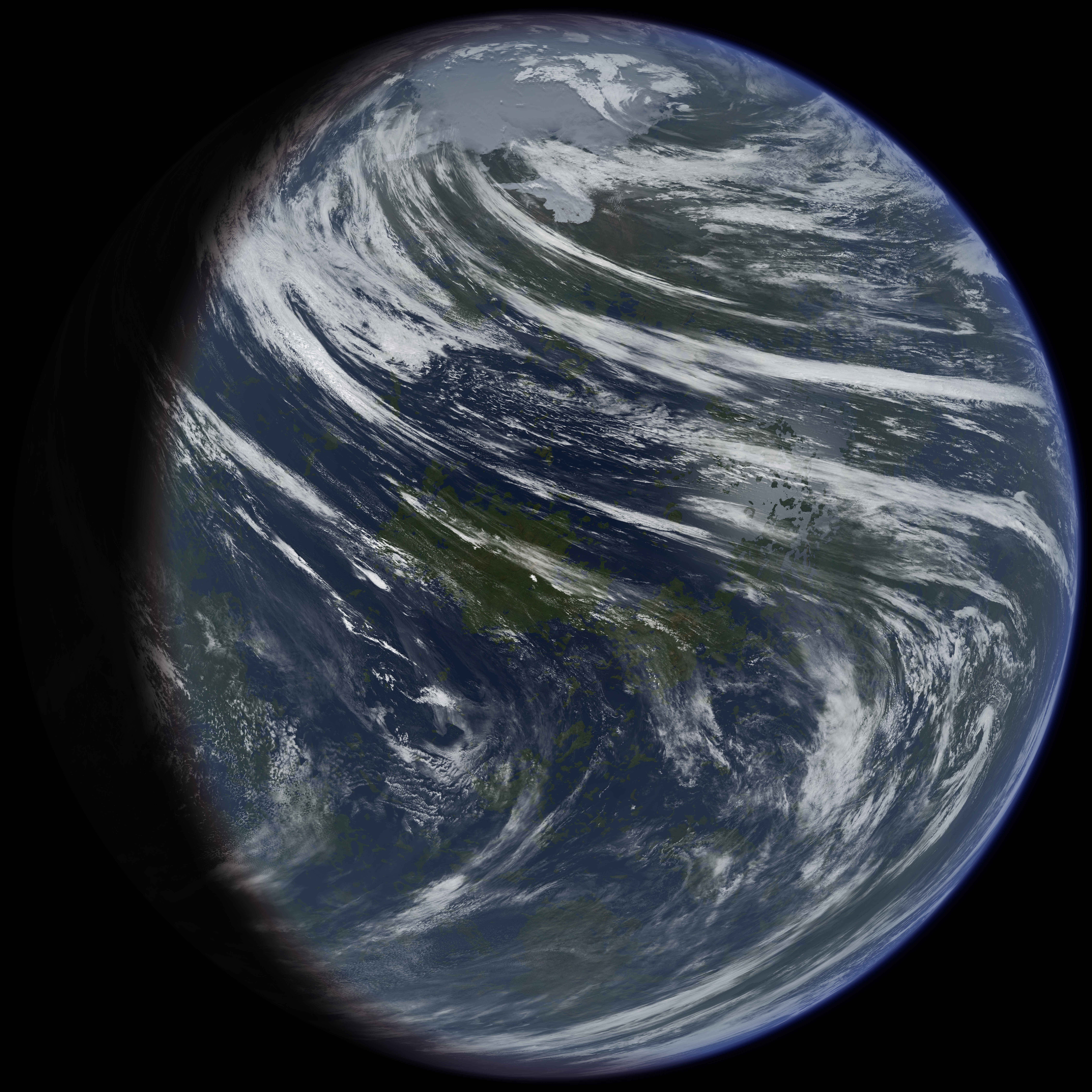
Aspect al ingineriei planetare a propriului nostru sistem solar – Imaginea este o reprezentare artistică a terraformării planetei Venus.

Ingineria planetă este un concept futurologic, lansat inițial de autorii de literatură științifică fantastică, îmbrățișat ulterior de adepții colonizării spațiale și ai celei galactice, care presupune modificarea și modelarea unuia sau mai multor sisteme solare astfel încât să conducă la realizarea unui sistem solar care ar urma să corespundă necesităților unei omeniri viitoare, care ar coloniza alte sisteme solare din interiorul galaxiei noastre mai întâi, și apoi din alte galaxii.
Terraformarea și ecosinteza, care au ca scop modificarea atmosferică, geografică și ecologică a unor planete asemănătoare Pamantului în scopul colonizării și locuirii acestora de către oameni, se numără printre metodele specifice ingineriei planetare. Modificarea traiectoriilor orbitelor unor planete, asteroizi sau comete, precum și a compoziției structurale sau a masei acestora, reprezintă, de asemenea, metode din arsenalul ingineriei planetare.
Modificarea compoziției soarelui sau sorilor unui sistem solar, precum și transformarea acestuia/acestora în stele mai stabile, capabile de a emite mai multă energie prin modificarea ciclului lor termonuclear, fac de asemenea parte din metodele ingineriei planetare.

## Ecosinteză
Ecosinteza este un procesul prin care se introduc anumite specii biologice special alese într-un mediu străin cu scopul de a realiza existența unui ecosistem, oricât de minimal ar fi acesta, imediat după realizarea unei atmosfere de tip asemănător cu al celei terestre. Ecosinteza ar începe pe porțiuni mici, necesitând timp și având ca rezultat final modificarea întregului corp ceresc într-un cămin terestru, propice vieții.

## Geo-reformare sau inginerie geografică
Geoengineering is the application of planetary engineering techniques to Earth. Recent geoengineering proposals have principally been methods to tackle human-induced climate change by either removing carbon dioxide from the atmosphere (e.g. using ocean iron fertilisation) or by managing solar radiation (e.g. by using mirrors in space) in order to negate the net warming effect of climate change.